# Artabasdos
Artabasdos (kolem roku 690 – po roce 743) pocházel z Arménie a v letech 742 – 743 byl vzdorocísařem byzantské říše.
Jako stratég thematu Armeniakon dopomohl v roce 717 Leonovi III. k získání císařské hodnosti, za což obdržel ruku jeho dcery Anny. Rovněž mu byl udělen titul kuropalates a byl jmenován velitelem thematu Opsikion. Ve sporu o ikony stál zpočátku na straně obrazoborců. Po Leonově smrti však přešel k ikonodulům a s jejich pomocí stejně jako s pomocí vojska thematu Opsikion se v červnu 742 vzbouřil proti svému švagrovi, ikonám nepřátelskému Konstantinovi V. Potom se nechal v Konstantinopoli korunovat za císaře a za svého spolucísaře určil svého syna Nikefora. Avšak svou vládu nedokázal stabilizovat. Po porážkách u Sard a Modriny Artabasdova vláda 2. listopadu 743 skončila. Společně se svými syny byl následně v hippodromu veřejně oslepen, čímž pokus zamezit pronásledování obrazů skončil neúspěšně.